# Heinrich Engel (Politiker)
Heinrich Engel (* 13. Februar 1785 in Ernsthausen; † 27. März 1859 ebenda) war ein deutscher Landwirt,  Bürgermeister und Mitglied der kurhessischen Ständeversammlung.

## Leben
Heinrich Engel wurde als Sohn des Gastwirts und Ökonomen Hartmut Engel und dessen Ehefrau Margarethe Dietrich geboren. 
Er übernahm die  väterliche Gast- und Landwirtschaft und wurde später in seinem Heimatort zum Bürgermeister gewählt.
In den Zeiträumen 1831–1832,  1833–1835, 1838 und 1842–1846 hatte er für den Wahlkreis Frankenberg-Land ein Mandat für die kurhessische Ständeversammlung.
Von 185 bis 1859 war er Mitglied der Zweiten Kammer des kurhessischen Ständeversammlung und 1858 deren Alterspräsident. 